# Février 2010 en économie (activité humaine)
| • Chronologie générale de l'économie • |

| • Chronologie générale de l'économie • |

| Années de l'économie : 2007 - 2008 - 2009 - 2010 - 2011 - 2012 - 2013    |
| Décennies de l'économie : 1980 - 1990 - 2000 - 2010 - 2020 - 2030 - 2040 |

2010 en économie : Janvier Février Mars Avril Mai Juin Juillet Août Septembre Octobre Novembre Décembre

## Chronologie

### Mardi 2 février 2010
- Soudan, Sud-Soudan : 4,3 millions de personnes, sur 8,5 millions d'habitants, ont besoin d'aide alimentaire soit 4 fois plus qu'il  a un an, en raison des violences et de la sécheresse, pour atteindre 4,3 millions, selon le Programme alimentaire mondial et le ministre Sud-soudanais de l'Agriculture, Samson Kwaje[1].

### Lundi 8 février 2010
- Afrique : Le ministre français des Affaires étrangères, Bernard Kouchner, devant l'Association de la presse diplomatique, préconise que les anciennes puissances coloniales européennes et les États-Unis définissent une « politique commune » en Afrique pour être « performants » économiquement face à la montée en puissance de la Chine. Disposant de vastes réserves de change, la Chine a déversé en 2009 en Afrique 15 fois plus d'investissements qu'en 2003 afin d'avoir accès aux vastes réserves de matières premières et offrir des débouchés à ses entreprises. Les grands travaux d'infrastructures financés par la Chine facilitent l'activité économique dans de nombreux pays.

### Mardi 9 février 2010
- Algérie : Le groupe Renault annonce la prochaine construction à Rouiba d'une usine qui produira 50 000 véhicules par an. Implantée sur un site de la Société nationale des véhicules industriels (SNVI, l'héritière de Berliet), qui construit des camions et des autobus, elle aura pour vocation d'assembler trois modèles de véhicules : la Logan et la Sandero (deux Dacia) et la Symbol (une berline actuellement fabriquée en Turquie).

### Mardi 23 février 2010
- Italie : Le déficit public a représenté 5 % du produit intérieur brut (PIB) en 2009 en Italie, un chiffre sans commune mesure avec les 13 % observés en Grèce, ni avec les pourcentages à deux chiffres affichés par l'Irlande, le Portugal et l'Espagne.